# 라틴어구 목록
라틴어구 목록의 다른 뜻은 다음과 같다.
- 라틴어구 목록 (A)
- 라틴어구 목록 (B)
- 라틴어구 목록 (C)
- 라틴어구 목록 (D)
- 라틴어구 목록 (E)
- 라틴어구 목록 (F)
- 라틴어구 목록 (G)
- 라틴어구 목록 (H)
- 라틴어구 목록 (I)
- 라틴어구 목록 (L)
- 라틴어구 목록 (M)
- 라틴어구 목록 (N)
- 라틴어구 목록 (O)
- 라틴어구 목록 (P)
- 라틴어구 목록 (Q)
- 라틴어구 목록 (R)
- 라틴어구 목록 (S)
- 라틴어구 목록 (T)
- 라틴어구 목록 (U)
- 라틴어구 목록 (V)

## 같이 보기
관련 목록
- 라틴어 법률 용어 목록
- 의학 용어의 어근, 접두사 및 접미사 목록

관련 분류
- 분류:라틴어로 된 생물학 문구
- 분류:라틴어 법률 용어
- 분류:라틴어 논리학 구
- 분류:라틴어 표어
- 분류:라틴어 철학 구

| Disambiguation icon | 이 문서는 명칭이 같고 같은 종류에 속하는 여러 대상을 연결하는 색인 문서입니다. |